# Symmetri-brud
Symmetri-brud i fysikken betyder, at noget, der har symmetri, alligevel spontant ændres til en usymmetrisk tilstand.
I en jernmagnet (ved normal temperatur) er der brud på symmetrien, ved at atomernes (spin)retning lokalt er den samme; magneten har en nord- og sydpol. Opvarmes magneten, forsvinder magnetismen og molekylerne i jernet får symmetrisk (over det hele) forskellig spinretning.
Alt i verden har en indbygget symmetri. Symmetri er ensartet orden (eller ligevægt), der tydeliggøres, hvis man opdeler en helhed i to halvdele. Hver halvdel ligner eller indeholder det samme som den anden. Vi møder symmetri mange steder, f.eks. i geometri (symmetri), i spejlformer (Kiralitet) og i fordelinger (normalfordeling).
Straks efter Big-Bang (Kaos) opstod symmetri. De allermindste partikler uden masse som f.eks. fotonen (lyset) farede af sted med lysets hastighed. Hvis alle havde fortsat med det, kunne nogle (elementar)partikler ikke havde slået sig sammen til atomer/stof.
Et kraftfelt - Higgs-feltet - forårsager symmetribrud, og nogle elementarpartikler får masse, bliver dermed langsommere og kan slå sig sammen til stof (atomer). Ved en tilfældighed blev der dog mere stof end antistof i universet.

Eksistensen af Higgs-feltet (den "usynlige" mekanisme) blev bekræftet ved fundet af Higgs-partiklen, da den ville være en manifestation af feltet, ligesom fotonen er det for det elektromagnetiske felt.
Den blev påvist i CERN-anlægget i 2012 – Englert og Higgs fik tildelt Nobelprisen i fysik 2013.

Det var sidste brik til puslespillet, der giver et billede på tilblivelsen af synligt stof, hvilket dog kun er en femtedel af alt stof i universet. Resten kaldes mørkt stof, der kun giver sig til kende ved sin gravitationskraft, der holder sammen på galakserne.  